# Marcus Feinbier
Marcus Feinbier (* 30. November 1969 in West-Berlin) ist ein ehemaliger deutscher Fußballspieler. 

## Karriere
Als 17-Jähriger gab Marcus Feinbier am 17. Oktober 1987 sein Debüt in der Bundesliga für Bayer 04 Leverkusen, das in derselben Saison den UEFA-Pokal gewinnen konnte. Insgesamt bestritt er dort 69 Bundesligaspiele und erzielte dabei drei Tore, bevor er 1992 in die 2. Bundesliga zu Hertha BSC wechselte. Nach nur einer Saison zog er zum Wuppertaler SV weiter und stieg mit dem Verein in die Regionalliga ab, woraufhin er zu Alemannia Aachen wechselte. Nach zweieinhalb Jahren, und als erfolgreichster Regionalliga-Torschütze, wechselte Feinbier in der Mitte der Saison 1996/97 zum Zweitliga-Aufsteiger SG Wattenscheid 09. Nach dem Abstieg mit Wattenscheid wechselte Feinbier 1999 zum 1. FC Nürnberg, den er nach nur einem Jahr zum Zweitliga-Aufsteiger LR Ahlen verließ. Nach drei Jahren wechselte Feinbier zur SpVgg Greuther Fürth und schließlich im August 2005 zum Regionalligisten Fortuna Düsseldorf. Im Juni 2007 wechselte Marcus Feinbier von Fortuna Düsseldorf zur Sportvereinigung 07 Elversberg ins Saarland, wo er seine Fußballer-Karriere auch beendete, um anschließend als Spielerberater tätig zu werden.
Ab dem 27. November 2008 übernahm Marcus Feinbier das Traineramt (zusammen mit dem ehemaligen Mitspieler bei der SV Elversberg, Michael Ohnesorge) bei der U17 (Kreisleistungs-Klasse) des in Langenfeld heimischen Fußballvereins, Tuspo Richrath. Bis zum Saisonende der Spielzeit 2009/10 trainierte er in diesem Verein die U19 (Niederrheinliga). 
Als nächste Trainerstation trainierte Feinbier ab 2010 die A-Junioren des Niederrheinligisten Sportfreunde Baumberg aus Monheim am Rhein, südlich von Düsseldorf. Von Oktober 2012 bis April 2013 war Feinbier Trainer des BV Burscheid in der Bezirksliga. Am 30. April 2013 gab der Verein bekannt, sich von Marcus Feinbier zu trennen.
Ab der Saison 2013/2014 war Marcus Feinbier Trainer beim Bezirksligaaufsteiger FC Leverkusen und dort mit einem unbefristeten Vertrag ausgestattet. Ende 2014 musste er allerdings seinen Abschied nehmen.
Er leitet eine Fußballschule in Langenfeld (Rheinland).

## Erfolge
Marcus Feinbier gewann 1988 mit Bayer 04 Leverkusen den UEFA-Pokal. In der Saison 1996/97 wurde er Torschützenkönig der Regionalliga West/Südwest mit 24 Treffern.